# Katrine Aalerud
Katrine Aalerud   (Vestby, 4 de desembre de 1994) és una ciclista de carretera noruega, actualment corre a l'equip Uno-X Mobility (femení).

## Biografia
Aalerud practicava equitació; però el 2013 va deixar-ho i va començar a practicar el ciclisme a les files de l'IK Hero. El 2017 va passar a professional amb el Hitec Products noruec i l'any següent al Virtu Cycling Women, equip amb què va córrer dues temporades. El 2020 va fitxar pel Movistar i va aconseguir la seva primera victòria professional, en imposar-se al campionat de Noruega de ciclisme en contrarellotge, competició que va revalidar l'any següent, temporada durant la qual també va guanyar la reVolta.

## Palmarès
- 2020
  -  Campiona de Noruega de contrarellotge[3]
- 2021
  -  Campiona de Noruega de contrarellotge[3]
  - Campiona de la reVolta[4]
- 2023
  - 1a a la Volta a Andalusia
- 2024
  -  Campiona de Noruega de contrarellotge
- 2025
  -  Campiona de Noruega de contrarellotge

### Resultats a les Grans Voltes

#### Giro d'Itàlia
- 2024: 33a posició
- 2025: 10a posició

#### Tour de França
- 2024: 25a posició
- 2025: Abandona a la 5a etapa

#### Volta a Espanya
- 2025: 19a posició